# 720

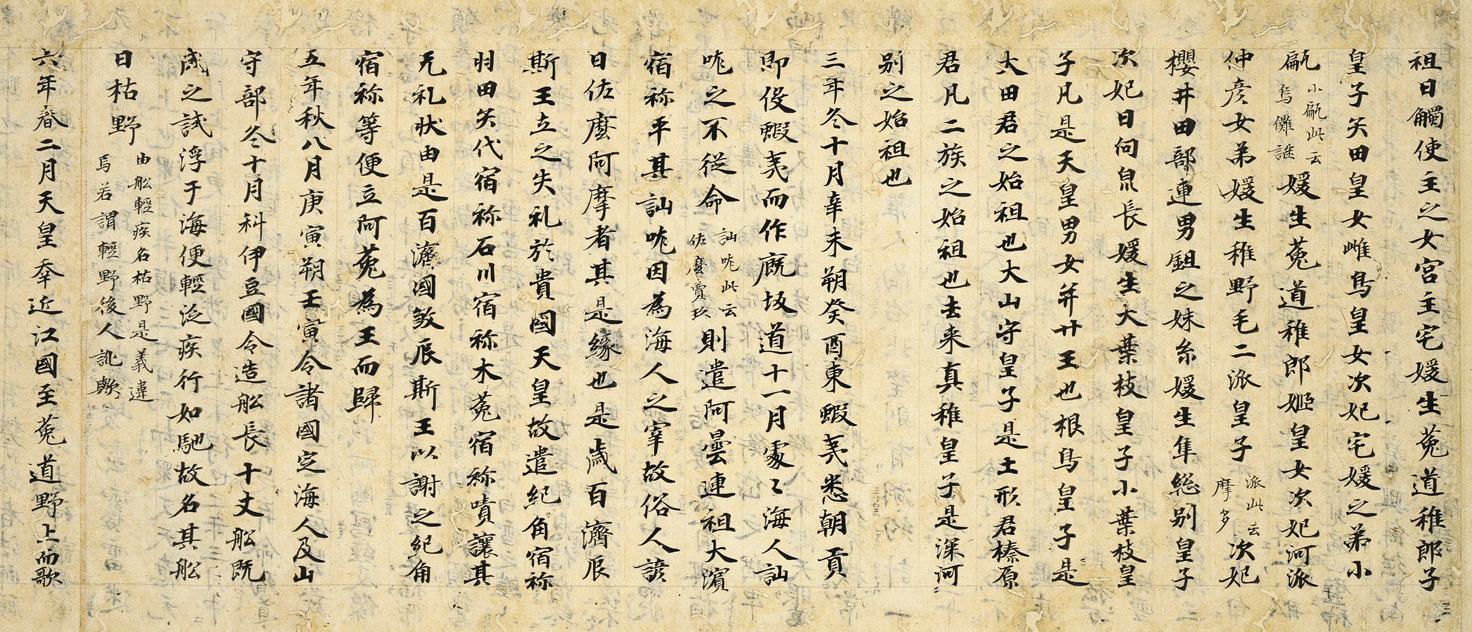
Manuscriptkopie van de Nihonshoki

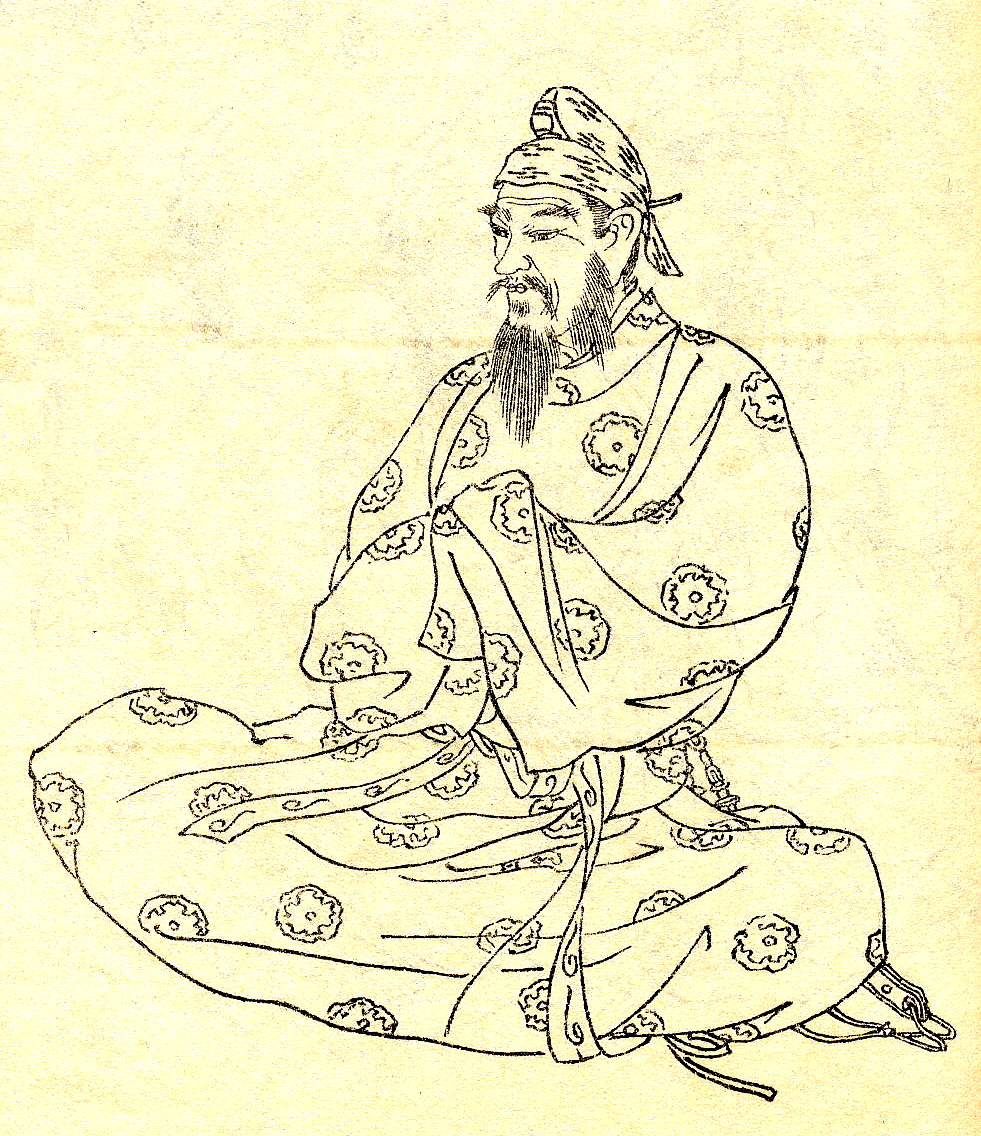
Fujiwara no Fuhito (659 - 720)

Het jaar 720 is het 20e jaar in de 8e eeuw volgens de christelijke jaartelling.

## Gebeurtenissen

### Frankische Rijk
- Karel Martel onderwerpt een deel van de Friezen in het gebied ten westen van de Vlie (Zeeland, Holland en Utrecht).

### Arabische Rijk
- De Arabieren voeren een plunderveldtocht in Septimanië (Zuid-Frankrijk) en belegeren Toulouse. Het eiland Sicilië wordt verwoest. (waarschijnlijke datum)
- Kalief Omar II verbiedt de Joden te bidden op de Tempelberg. Na Mekka en Medina, wordt dit de heiligste plek van de islam. (waarschijnlijke datum)
- Omar II overlijdt na een regeerperiode van 3 jaar. Hij wordt opgevolgd door zijn neef Yazid II als heerser van het Omajjaden-kalifaat.

## Religie
- Bonifatius, Angelsaksisch missionaris, begint met prediken in "Wyrda" (huidige Woerden) en sticht een houten kerkje nabij de later gebouwde Petruskerk. (waarschijnlijke datum)
- Odomar, een Zwitsers geestelijke, wordt aangesteld als abt van de abdij van Sankt Gallen (huidige Zwitserland).

## Geboren
- Bertrada van Laon, echtgenote van Pepijn de Korte (overleden 783)

## Overleden
- Fujiwara no Fuhito (61), Japans politicus
- Odilia van de Elzas, Frankisch abdis
- Omar II, Arabisch kalief
- Rupert, bisschop van Salzburg (of 718)
- Sima Zhen, Chinees geleerde (waarschijnlijke datum)